# Легвињо Фађето (Ређо Емилија)
Легвињо Фађето је насеље у Италији у округу Ређо Емилија, региону Емилија-Ромања.
Према процени из 2011. у насељу је живело 287 становника. Насеље се налази на надморској висини од 605 м.